# 1524

## Události
- Vasco da Gama podniká svou třetí a poslední cestu do Portugalské Indie

### Probíhající události
- 1524–1525 – Německá selská válka

## Narození
- 30. května – Selim II., osmanský sultán († 13. prosinec 1574)
- 3. srpna – Kašpar z Logau, vratislavský biskup (* 4. června 1574)
- 23. srpna – François Hotman, francouzský spisovatel († 12. února 1590)
- 11. září – Pierre de Ronsard, francouzský básník († 28. prosince 1585)
- 14. října – Alžběta Dánská, dánská princezna († 15. října 1586)
- prosinec – Václav III. Adam Těšínský, těšínský kníže z rodu Piastovců († 4. listopadu 1579)

## Úmrtí
- 5. ledna – Marko Marulić, chorvatský spisovatel (* 18. srpna 1450)
- 7. ledna – Tchang Jin, čínský učenec, malíř, kaligraf a básník (* 6. dubna 1470)
- 10. února – Kateřina Saská, rakouská arcivévodkyně, tyrolská hraběnka (* 24. července 1468)
- 11. února – Isabela Aragonská, milánská vévodkyně (* 2. října 1470)
- 23. května – Ismá‘íl I., zakladatel safíovské říše a první novodobý perský šáh (* 17. července 1487)
- 20. července – Klaudie Francouzská, manželka francouzského krále Františka I. (* 13. října 1499)
- 24. prosince – Vasco da Gama, portugalský mořeplavec (* mezi 1460–1469)
- ? – Hans Holbein starší – německý malíř (* asi 1460)
- ? – Vicente Yáñez Pinzón, španělský mořeplavec (* kolem 1462)
- ? – Diego Velázquez de Cuéllar, španělský conquistador a první guvernér Kuby (* 1465)
- ? – Cristóbal de Olid, španělský dobyvatel (* 1487)
- ? – Wang Ao, politik, esejista a básník čínské říše Ming (* 1450)

## Hlavy států
- České království – Ludvík Jagellonský
- Svatá říše římská – Karel V.
- Papež – Klement VII.
- Anglické království – Jindřich VIII. Tudor
- Francouzské království – František I.
- Polské království – Zikmund I. Starý
- Uherské království – Ludvík Jagellonský
- Španělské království – Karel V.
- Portugalsko – Jan III. Portugalský
- Burgundské vévodství – Karel V.
- Dánsko – Frederik I. Dánský
- Švédsko – Gustav I. Vasa
- Osmanská říše – Sulejman I.
- Perská říše – Ismail I., poté Tahmásp I.